# Пятницкие ворота (Коломна)
Пятницкие ворота (Пятницкая башня) — главные, парадные ворота Коломенского кремля. Башня расположена на восточной стороне кремля, между Застеночной (не сохранилась) и Погорелой башнями, выходя на дорогу Владимир — Кашира (ныне — улица Зайцева). Это одни из шести ворот Коломенского кремля (включая пробивные) и единственная сохранившаяся до наших дней проездная башня (всего их было четыре). Через ворота проходит улица Лазарева.

## Название
Своё название Пятницкая башня, вероятно, получила от стоявшей на посаде за кремлёвской стеной неподалёку от ворот деревянной церкви Параскевы Пятницы, которая считалась покровительницей торговли. Но к XVIII веку церковь разрушилась, и ворота в документах именуются Спасскими, по одной из версий — по стоявшему метрах в трёхстах к юго-востоку от кремлёвской стены Спасскому монастырю, по другой — от иконы Всемилостивого Спаса Нерукотворного образа, висевшей над проездом. Однако это название не прижилось, видимо из-за того, что в XIX веке была построена Пятницкая часовня.

## История

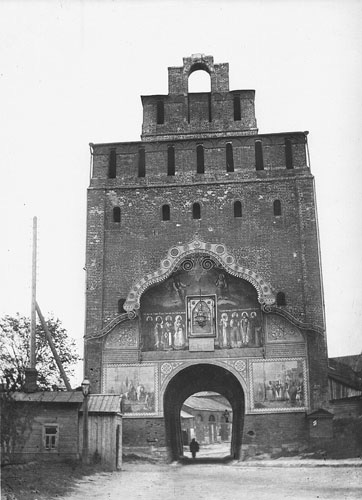
Пятницкие (Спасские) ворота Коломенского Кремля на рубеже XIX и XX веков

В Писцовой книге 1578—1579 гг. сообщается, что в башне у Пятницких ворот хранилось: 16 медных пищалей и 74 железных, 5500 железных ядер, 17 пудов ядер свинчатых, 31 пуд ядер затинных (пищальных), «зелья» (пороху) 7 бочек.

## Архитектура
Ворота состояли из двухъярусной башни и отводной стрельни, которые завершались зубцами. Основание башни прямоугольной формы, шириной 14 м и длиной 22 м. Проездная арка ворот имеет подковообразную форму. В арке сохранились щели для герсов. Под башней был сводчатый подлаз, соединявший крепость с городом в случае грозной необходимости.
В Пятницкой башне явно угадываются очертания Спасской башни Московского Кремля — нижний ярус с отводной стрельней визуально схож с таковым у Спасской. Башня выполнена в скромных архитектурных формах: её украшают лишь белокаменные детали. Над проездными арками ворот находились барельефные иконы, резные из белого камня. В завершающей вышку над башней каменной арочке висел «всполошный» колокол.
С внешней северной стороны к башне примыкает Пятницкая часовня, сооружённая из кирпича и белого камня в 1820-х гг. в стиле классицизм вместо прежней церкви Параскевы Пятницы.

## Реставрация
Небольшое подновление башни проводилось в 1826 году. В 1886—1906 проводилась первая реставрация башни под руководством А. М. Павлинова. Следующая велась в 1960-е гг. Последняя реставрация прошла в конце 1990-х — начале 2000-х гг.